# 同學來了
《同學來了》，是台灣的一個電視節目，由中天電視台節目部自製，於2020年10月12日在中天綜合台晚間9點首播。該節目專為各種同學族群量身訂做，每集邀請12位來自不同學籍的同學、不同學系的學生上來討論各種主題，主持人包括阿Ken、納豆、安心亞。節目於2020年9月17日首錄。於2020年10月12日播出，為《大學生了沒》的精神續作。
另外由野火娛樂製作的《同學來了之進擊吧女孩》於每週五播出，主持人改由納豆、張立東、木木擔任，節目同學則都換成菱格世代Dancing Diamond 52的女學生。

## 歷史
- 2020年9月17日阿Ken、納豆、安心亞進棚首錄。

- 2020年9月30日阿Ken、納豆、安心亞3位主持人進入育達高職學校宣傳。

- 2020年10月8日舉行開播記者會，來賓邀請郭書瑤、禾浩辰現場祝賀。

- 2020年10月12日晚間9點於中天綜合台播出。

- 2021年5月15日，因COVID-19疫情影響，全台進入三級警戒，2021年5月13日，該節目疫情三級警戒前最後一次進棚錄影。

- 2021年5月17日，因COVID-19疫情三級警戒，本週首播集數改為3集，後因三級警戒延長，2021年5月24日起，首播集數改為2集，2021年6月7日起改為每週首播一集。

- 2021年7月5日，因COVID-19疫情三級影響，存檔於本日播畢，接下來將無新播集數，改為週一至週五全重播。

- 2021年7月17日，疫情三級影響後，首次進棚錄影當日正常錄4集！2021年7月26日，恢復播出，採漸進式首播播出，採四週2.2.3.3集至2021年8月23日，恢復週一至週四全部首播！

- 2021年9月1日約下午17點左右，臉書粉絲專頁無預警遭下架 [5]，粉專於2021年9月29日重新上架！

- 2022年1月24日將進行年前最後一次錄影，但因為藝人納豆身體不適[6]而取消。

- 納豆請病假期間由張立東、陳大天、小優、風田、無尊、阿翔、大根代班部分集數。

- 2025年8月7日，臉書宣布暫停錄影，難敵媒體環境及閱聽習性的改變下，幾經考量決定暫停錄製，該時段也將重新評估並嘗試不同的內容型態。

## 播出時間

### 《同學來了》首播
| 頻道       | 所在地 | 播映日期                     | 星期       | 播出時段      |
| ---------- | ------ | ---------------------------- | ---------- | ------------- |
| 中天綜合台 | 臺灣   | 2020年10月12日-2025年8月11日 | 週一至週四 | 21:00 - 22:00 |

### 《同學來了之進擊吧女孩》首播
| 頻道       | 所在地 | 播映日期                     | 星期 | 播出時段      |
| ---------- | ------ | ---------------------------- | ---- | ------------- |
| 中天綜合台 | 臺灣   | 2020年10月16日-2020年12月4日 | 週五 | 21:00 - 22:00 |

### 重播
| 頻道       | 所在地 | 星期       | 播出時段      |
| ---------- | ------ | ---------- | ------------- |
| 中天綜合台 | 臺灣   | 週一～週五 | 23:00 - 00:00 |
| 中天綜合台 | 臺灣   | 週一～週五 | 01:00 - 02:00 |
| 中天綜合台 | 臺灣   | 週一～週五 | 11:00 - 12:00 |
| 中天綜合台 | 臺灣   | 週一～週五 | 17:00 - 18:00 |

## 節目開場白
1. 安心亞：「？？？」視當集主題而定。
2. 阿Ken：「？？？」視當集主題而定。
3. 納豆：「同學來了」

## 代理主持
- 納豆因病與製作單位請長假，請假期間由以下藝人輪流代班主持。

1. 張立東 [7]〈2022年3月9號〉接續播出并2023年加入主持阵容
2. 陳大天 [8]〈2022年4月11號〉接續播出。
3. 小優 [9]〈2022年3月30號〉接續播出。
4. 風田 〈2022年4月7號〉接續播出并2023年加入主持阵容
5. 無尊 〈2022年4月25號〉扮演珍珍接續播出。
6. 阿翔〈2022年4月19號〉接續播出。
7. 大根〈2022年5月10號〉扮演自創角根媽媽接續播出。

## 節目班底
此處只收錄部分較常於節目登場學生，非官方準確資料。

### 男同學班底
| 成員            | 本名     | 學校             | 科系         | 備註（現況）                            |
| 皓皓            | 徐晟皓   | 世新大學         | 廣電系       |                                         |
| 丹恩            | 賀丹恩   | 台北藝術大學     | 戲劇系       |                                         |
| 柯基            | 陳柏豪   | 中國文化大學     | 國劇系       |                                         |
| 柏易            | 黃柏易   | 台北市立大學     | 水上系       |                                         |
| 威利            | 吳霽洧   | 崇右影藝科技大學 | 演藝事業系   | YOYO家族南瓜哥哥                        |
| 小宇            | 蔡逢宇   | 台灣大學         | 昆蟲學系     |                                         |
| 建銘            | 林建銘   | 醒吾科技大學     | 表演藝術學系 |                                         |
| 俊銘            | 林俊銘   | 醒吾科技大學     | 表演藝術學系 |                                         |
| MG              | 黃孟浚   | 淡江大學         | 資管系       |                                         |
| Walter          | 葉礎維   | 輔仁大學         | 大眾傳播學系 |                                         |
| 阿諺            | 林泓諺   | 崇右影藝科技大學 | 演藝事業系   |                                         |
| 大頭            | 陳貫原   | 台灣藝術大學     | 戲劇系       |                                         |
| PIZZA LI        | 李育暐   | 僑光科技大學     | 餐飲學系     | 參加《大嘻哈時代》節目比賽選手。        |
| 卡米狗          | 郭羿汛   | 逢甲大學         | 航太系       |                                         |
| 熊澤            | 陳孟澤   | 銘傳大學         | 新聞系       |                                         |
| Alex            | 李奕寬   | 中山醫學大學     | 醫學系       |                                         |
| 木村正太        | 張田宜辰 | 東海大學         | 日文系       | 日本留學生，於2021年畢業                |
| JASON           | 陳杰生   | 世新大學         | 公廣系       | 印尼留學生                              |
| 少迪            | 李少迪   | 台北科技大學     | 電子工程系   | 葉門留學生，於2021年畢業                |
| 赫赫            | 饒高赫   | 銘傳大學         | 企管系       | 參加《原子少年Atom_Boyz》節目比賽選手。 |
| 詹小雷          |          | 台北城市科技大學 | 流行音樂學系 | Dcard偽娘版版主                         |
| 小江            | 江庭維   | 台灣大學         | 生命科學系   |                                         |
| 書瑋            | 張書瑋   | 中國醫藥大學     | 醫學系       |                                         |
| 孔祥豪 ↓ 孔宥鈞 | 孔祥豪   |                  |              | 參加《原子少年Atom_Boyz》節目比賽選手。 |
| 黃文廷          | 黃文廷   | 台北市立大學     | 藝動系       | 參加《原子少年Atom_Boyz》節目比賽選手。 |
| 小宜君 ↓ 小宜   | 謝宜橫   | 實踐大學         | 企管系       | 參加《原子少年Atom_Boyz》節目比賽選手。 |
| 羅奕傑          | 羅奕傑   | 莊敬高職         | 演藝科       | 參加《原子少年Atom_Boyz》節目比賽選手。 |
| 小卡比          | 小卡比   | 政治大學         |              | 參加《大嘻哈時代》節目比賽選手。        |

### 女同學班底
| 成員   | 本名   | 學校                 | 科系                   | 備註（現況）                                                                                             |
| 敲敲   | 徐芷奇 | 真理大學             | 觀數系                 | |
| 汶汶   | 王敬汶 | 龍華科大             | 電子系                 | |
| 羿妡   | 劉羿妡 | 匹茲堡芭蕾舞學院     | 舞蹈系                 | |
| C Bo   | 王郁熙 | 東海大學             | 音樂系                 | |
| 紫柔   | 許紫柔 | 長庚科技大學         | 化妝品系               | |
| 以安   | 朱以安 |                      |                        | |
| 容容   | 楊芳瑜 | 國立臺北護理健康大學 | 護理系                 | |
| Hebe   | 李芸   | 華盛頓大學           | 大傳系                 | 2023年畢業於波士頓大學教育研究所，回台後主持Taiwan+ 英文外景旅遊節目，2024年後成為大陸尋奇固定外景主持人 |
| Yuki   | 許家毓 | 銘傳大學             | 廣電系                 | |
| 芯潁   | 李星彤 | 輔仁大學             | 大傳系                 | |
| 歐斯卡 |        | 暨南大學             | 外文系                 | 參加《菱格世代Dancing_Diamond_52》                                                                       |
| 凱伊   | 沈珈妤 | 世新大學             | 圖文傳播系             | |
| 郁彤   | 彭郁彤 | 銘傳大學             | 外文系                 | |
| 陳玉婷 | 陳玉婷 | 醒吾科技大學         | 表演藝術學系           | 參加《菱格世代Dancing_Diamond_52》                                                                       |
| 洧瑄   | 張洧瑄 | 臺北市立大學         | 休閒管理學系           | 參與演出TVBS歡樂台台劇華燈初上郭小萍                                                                     |
| 廖妹仔 | 廖珮伶 | 輔仁大學             | 運動休閒管理學系       | 參與台劇演出婚姻結業式飾演 洪玉晴                                                                        |
| 柔蓉   | 黃柔蓉 | 淡江大學             | 新聞學系               | 於2021年畢業                                                                                             |
| Ellie  | 廖彥婷 | 文化大學             | 新聞學系               | |
| 立欣   | 王立欣 | 靜宜大學             |                        | 參加《菱格世代Dancing_Diamond_52》                                                                       |
| 許婷汝 | 許婷汝 | 文化大學             |                        | 參加《菱格世代Dancing_Diamond_52》                                                                       |
| Susan  | 郭思維 | SHMS瑞士酒店管理學院 | Hospitality            | 張瓊姿二女兒                                                                                             |
| 許悅   | 許悅   | 東吳大學             | 英文學系               | |
| Peggy  | 邱沛瑄 | 台灣大學             | 外文系                 | |
| 佑潔   | 紀佑潔 | 輔仁大學             |                        | |
| 又儀   | 涂又儀 | 東南科大             | 觀光系                 | |
| 佩縈   |        | 淡江大學             |                        | 馬來西亞人                                                                                               |
| Judy   | 杜晴雯 | 台灣大學             | 醫學系                 | |
| 凌芸   | 莊凌芸 | 世新大學             | 圖文傳播暨數位出版學系 | 於2021年3月5日墜樓不治身亡，得年21歲。                                                                   |

### 外國人班底
| 成員           | 外文名字                   | 國籍                 | 備註（現況）                                                                   |
| 杜力（Dooley） | Matthew Eric Candler       | 美国亞利桑那州鳳凰城 | 畢業於國立成功大學企業管理學系碩士班。                                         |
| 賈斯汀         | Justin Caleb Cooper        | 美国南卡羅萊納州約克 | 畢業於銘傳大學國際學院新聞與大眾傳播學士。                                     |
| 田舞陽         | Uyan Benardis Tien         | 巴西巴伊亞州         | 台灣巴西混血兒（擁有台灣、巴西原住民、葡萄牙、希臘血統）                       |
| 費丹尼         | Tordan Bendinelli Ferreira | 巴西 維多利亞        | 銘傳大學 國際貿易系                                                            |
| 佩德羅         | Pedro Fernando Ruiz Varela | 西班牙加利西亞       | 淡江大學日本語文學系碩士班。                                                   |
| 柏禮           |                            | 芬兰                 |                                                                                |
| 麻努           | Binyet Emmanuel Mbondo     | 瑞士                 |                                                                                |
| 姜勳           | 강훈                       |                      | 韓國華人畢業於淡江大學運輸管理學系                                             |
| 金炳秀         | 김병수                     |                      |                                                                                |
| 魯芝善         |                            |                      |                                                                                |
| 金老佛爺       |                            |                      |                                                                                |
| Gina           |                            |                      |                                                                                |
| 勇太           | 大久保勇太（Okubo Yuta）   | 日本                 |                                                                                |
| 西田惠里奈     | 西田惠里奈                 | 日本                 |                                                                                |
| 小百合         | Sayuri                     | 日本                 | 畢業於東吳大學政治系                                                           |
| AIKO           |                            | 日本                 |                                                                                |
| 夫米           |                            | 日本                 |                                                                                |
| SUMI           |                            | 日本                 |                                                                                |
| 妲夏           | Kudryashova Daria          | 俄羅斯               | 畢業於淡江大學國際事務與戰略研究所                                             |
| 仲思齊         |                            | 波蘭                 |                                                                                |
| 賀少俠         | Sascha Heusermann          | 德国 呂訥堡          | 畢業於國立臺北科技大學經營管理學系學士、國立臺灣師範大學全球經營與策略研究所。 |
| Maria          |                            |                      |                                                                                |
| 馬丁           | Martin Ferm                | 瑞典                 |                                                                                |
| 劉克里         |                            | 美国                 | 台灣交換學生，就讀淡江大學外交系                                               |
| 莉亞           |                            | 乌克兰               | 台灣交換學生，就讀淡江大傳系                                                   |
| Litia          |                            | 法國                 |                                                                                |

## 製作團隊
- 總監：陳盟岳
- 監製：蘇善村、吳曉芬
- 編審：呂偉嘉
- 製作人：許雅雯
- 執行製作人：陳玥年
- 企劃：張雅琪、蔡惠婷、游舒晴、吳依庭、李佳蓉
- 執行製作：陳嘉鈞
- 製作助理：林紹軒
- 新媒體公關行銷：黃惠稜、鍾依玲、陳致瑋
- 音樂：阿安老師
- 後製音效：音樂達
- 旁白：林志昇
- 剪接 陳俊霖
- 後製統籌 吳曉芬
- 音響：昶宏
- 視創編導：陳季畿
- 攝影：劉俊鑫 鍾志峰 王旭忠 張源庭 劉世華 劉百城 蔡勝雄 張均百
- 成音：周建平 梁昌煥 陳冠中
- 燈光：彭金銘 郭文龍 周明國 丘世浩
- 梳化：蘇玉娟、沈鎂臻、哈哈鍾four hair concept
- 造型：阿蔡造型工作室
- 視訊：楊宜斌
- 技術指導：郭明坪 林俊宏
- 助理導播：郭郁君 蔡宜玲 許博鑫
- 現場指導：李慧慈 陳美玉
- 導播：王秀如 鄭立祥
- 製作公司：中天電視台

## 獎項
| 年份 | 獲提名   | 屆數         | 獎項               | 結果 |
| 2023 | 同學來了 | 第58屆金鐘獎 | 最具人氣綜藝節目獎 | 入圍 |
| 2024 | 同學來了 | 第59屆金鐘獎 | 最具人氣綜藝節目獎 | 入圍 |

## 作品的變遷
| 中天綜合台 星期一至五21:00-22:00                 | 中天綜合台 星期一至五21:00-22:00           | 中天綜合台 星期一至五21:00-22:00 |
| ------------------------------------------------ | ------------------------------------------ | -------------------------------- |
|                                                  | 同學來了 （2020年10月12日－2025年8月15日） |                                  |
| 大學生了沒 精選 （2020年8月10日－2020年10月9日） | 以家人之名 （2025年8月18日－2025年）       |                                  |

## 外部連結
- 同學來了的Facebook專頁
- 同學來了的Instagram帳戶
- YouTube上的同學來了頻道